# 申芝芳
申芝芳（？年—？年），字素公，號九如，苏州府嘉定縣人。明朝政治人物。

## 生平
天啓七年（1627年）丁卯科應天府乡试舉人，崇祯四年（1631年）辛未科进士。都察院观政，授江西万安县知县。后行取考选，授禮科给事中。明亡降顺，授吏諫垣。起初与行取推官吴适联姻，及听到申芝芳从李自成政權，吴适立即断绝两家的婚事。弘光立南京，十二月定顺案，列第四等应戍拟赎者。